# Wilhelm Carl Heraeus

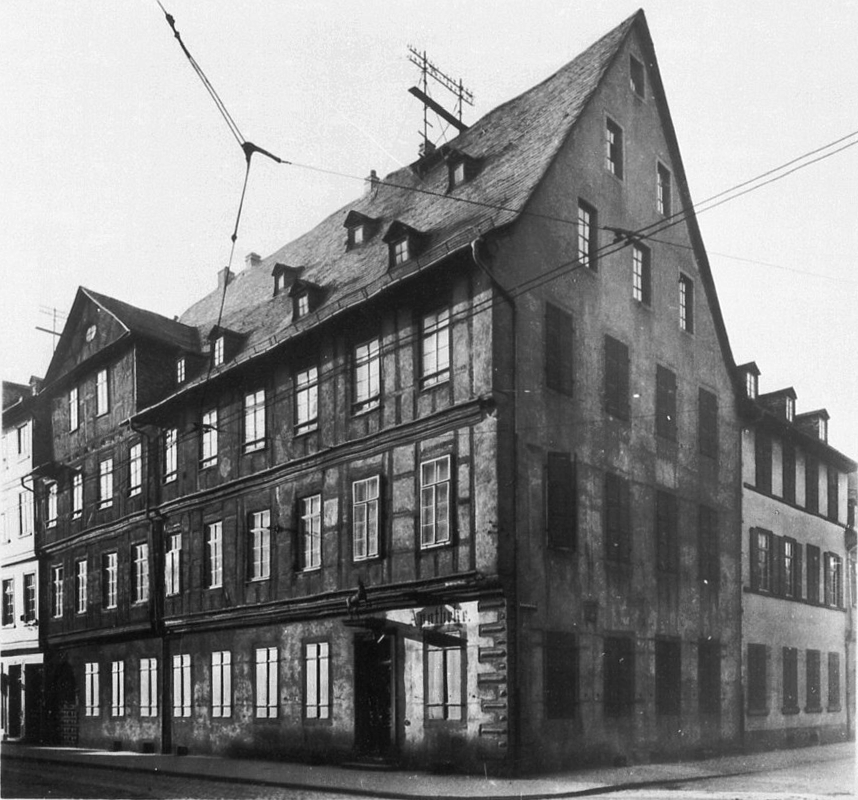
Einhornapotheke an der Ecke Nürnberger Straße (links) / Kölnische Straße (rechts)

Wilhelm Carl Heraeus (* 6. März 1827 in Hanau; † 14. September 1904 ebenda) war ein deutscher Apotheker, Chemiker und Unternehmer. Er ist der Begründer des später weltweit agierenden Technologieunternehmens Heraeus.

## Leben

### Herkunft und Ausbildung
Wilhelm Carl Heraeus stammte aus einer Apothekerfamilie, die in der Neustadt Hanau seit 1660 an der Ecke Nürnberger Straße / Kölnische Straße die Einhornapotheke betrieb.
Wilhelm Carl Heraeus studierte Chemie und Pharmazie in Göttingen, unter anderem bei Friedrich Wöhler, dessen Vater wiederum Stallmeister des Prinzen und späteren Kurfürsten Wilhelm II. von Hessen-Kassel in Hanau gewesen war. Während seines Studiums wurde er 1849 Mitglied der Burschenschaft Brunsviga in Göttingen.

### Geschäftstätigkeit
1851 übernahm Wilhelm Carl Heraeus die von seinem schon zwanzig Jahre zuvor verstorbenen Vater hinterlassene Apotheke. Hier experimentierte er mit Metallabfällen aus dem Hanauer Juwelier-Gewerbe, um reines Platin herzustellen, das seitens der Industrie gefragt war. 1856 gelang ihm das erstmals in der Flamme eines eigens entwickelten „Knallgasgebläses“, einem sehr effektiven Verfahren, das bis zu diesem Zeitpunkt nahezu unbekannt war. Kunden waren weltweit Goldschmiedewerkstätten, Schmuckfabriken, Zahnärzte, chemische Laboratorien und zahlreiche Industrien. Die Firma „W.C. Heraeus“ arbeitete noch jahrzehntelang rein handwerklich: Noch 1886 betrieb Wilhelm Carl Heraeus die spätere Weltfirma mit lediglich sechs Mitarbeitern im Gebäude und auf dem Grundstück seiner Apotheke. Er produzierte außerdem Osmium und Flusssäure. Auch seine Apotheke betrieb er weiter.
Zum 1. Januar 1889 übergab Wilhelm Carl Heraeus seinen Betrieb an seine Söhne Wilhelm und Heinrich. Diese brachen mit der handwerklichen Tradition und entwickelten den Familienbetrieb zum Weltunternehmen.

### Politisches Engagement
Heraeus war seit 1874 Mitglied im Magistrat der Stadt Hanau, stellvertretender Oberbürgermeister und zeitweise Leiter der Stadtverwaltung. Weiter war er Abgeordneter der Handelskammer. Er erhielt 1898 die Ehrenbürgerschaft der Stadt Hanau. 